# 3831 Pettengill
3831 Pettengill је астероид главног астероидног појаса са средњом удаљеношћу од Сунца која износи 2,167 астрономских јединица (АЈ).
Апсолутна магнитуда астероида је 13,5.